# Meredith Gourdine
Meredith Charles Gourdine (Newark, 26 settembre 1929 – Houston, 20 novembre 1998) è stato un lunghista statunitense.

## Palmarès
| Anno | Manifestazione  | Sede     | Evento         | Risultato | Prestazione | Note |
| ---- | --------------- | -------- | -------------- | --------- | ----------- | ---- |
| 1952 | Giochi olimpici | Helsinki | Salto in lungo | Argento   | 7,53 m      |      |